# Вулиця Митрополита Липківського (Львів)
Вулиця Митрополита Липківського — вулиця в Личаківському районі Львова, у місцевості Старе Знесіння. Пролягає від підніжжя Змієвої гори до вулиці Заклинських.
На своєму початку сполучається сходам з вулицею Олекси Довбуша. Прилучається вулиця Качали.

## Історія
Вулиця виникла не пізніше XVIII століття у складі селища Знесіння, до 1916 року зафіксовано її назву — Знесіння. Не пізніше 1931 року отримала назву вулиця Яблоновського (Яблоновскєґо), на честь польського військового діяча XVII століття Станіслава Яблоновського. До приєднання у 1931 році селища Знесіння до Львова вулиця слугувала межею між містом і селищем.
У 1933 році перейменована на вулицю Гелянки. З початком радянської окупації перейменована на вулицю Мусоргського, на честь російського композитора Модеста Мусоргського. Сучасну назву вулиця отримала у 1993 році, на честь українського церковного діяча, митрополита Василя Липківського.

## Забудова
Вулиця слабко забудована, переважають приватні садиби 1930-х—2000-х років. Є кілька кам'яниць: будинок № 14 — двоповерховий з мансардою в швейцарському стилі, зведений на початку XX століття і оздоблений у стилі сецесії, двоповерховий нетинькований будинок № 20 зведений у стилі історизму з червоної та вохристої цегли, вілла під № 21 споруджена у 1920 році у дворковому стилі. Зберігся дерев'яний будинок (№ 44).